# Luisarmasius
Genre
Synonymes
- Siguanesiotes Teruel, 2018

Luisarmasius est un genre de schizomides de la famille des Hubbardiidae.

## Distribution
Les espèces de ce genre sont endémiques des Antilles. Elles se rencontrent à Cuba et à Porto Rico.

## Liste des espèces
Selon Schizomids of the World (version 1.0) :
- Luisarmasius insulaepinorum (Armas, 1977)
- Luisarmasius yunquensis (Camilo & Cokendolpher, 1988)

et décrite depuis :
- Luisarmasius samueli Armas, 2018

## Étymologie
Ce genre est nommé en l'honneur de Luis F. de Armas.

## Publication originale
- Reddell & Cokendolpher, 1995 : Catalogue, bibliography and generic revision of the order Schizomida (Arachnida). Texas Memorial Museum Speleological Monographs, no 4, p. 1-170 (texte intégral).